# Wickesberger Bachtal und Seitenbäche
Das Naturschutzgebiet Wickesberger Bachtal und Seitenbäche liegt auf dem Gebiet der Stadt Hückeswagen im Oberbergischen Kreis in Nordrhein-Westfalen.
Das etwa 23,3 ha große Gebiet mit der Kennung GM-088 wurde im Jahr 2006 unter Naturschutz gestellt. Es erstreckt sich südwestlich der Kernstadt Hückeswagen im Süden der Ortschaft Straßweg und umfasst das Wickesberger Bachtal und die Bachtäler seiner Nebenbäche Fahnberger Bach, Schückhausener Bach und Winterbach. Südlich angrenzend liegt das 85,5 ha große Naturschutzgebiet Purder Bachtal und Nebenbäche mit der Kennung GM-086, wo der Wickesberger Bach in den Purder Bach einmündet.

## Beschreibung
In dem Fachinformationssystem des Landesamtes für Natur, Umwelt und Verbraucherschutz in NRW wird das Naturschutzgebiet wie folgt beschrieben:

„Der Winterbach entspringt im Südwesten von Schückhausen. Hier ist er zu einem mittlerweile vollständig verlandeten Teich aufgestaut, dessen Vegetation von der Waldsimse dominiert wird. Im weiteren Verlauf fließt der Bach abschnittsweise naturnah und örtlich leicht mäandrierend bis zu seiner Mündung in den Purder Bach über wiegend durch Fichtenforst. In unmittelbarer Bachnähe wachsen stellenweise Erlen, Hainbuchen und Hasel. Mehrfach finden sich kleinere Lichtungen mit Quellfluren und quelligen Feuchtbrachen. Hier dominieren neben Milzkrautfluren örtlich Rohrglanzgras und Waldsimse. Trockenere Randbereiche werden von Adlerfarnherden eingenommen. Im mittleren Talabschnitt findet sich bachbegleitend ein kleiner Erlenbestand mit Rasenschmielen-reichem Auenwaldunterwuchs. Ein weiterer, quellnasser Erlenbestand (Stangenholz) liegt am Talausgang. Im Unterwuchs dominieren Milzkraut, Rührmichnichtan und Nassgrünlandarten. Das ehemals beweidete Gehölz ist mittlerweile abgezäunt. Es geht im Westen in eine Nassweide über.
Die bei Wickesberg, Straßweg und Schückhausen entspringenden Seitenbäche weisen einen z.T. wesentlich höheren Anteil an Grünlandnutzung (Dauer- und Mähweiden) auf. In Bachnähe und in Mulden ist vereinzelt Feuchtweide anzutreffen. Der Quell- bereich des östlich von Straßweg entspringenden Baches wird beweidet und ist stark zertreten. Der Quellbereich im Nordosten von Schückhausen liegt im Bereich einer Obstbaumweide, ist jedoch eingezäunt und somit für das Vieh nicht zugänglich. Hier wurden mehrere Teiche angelegt, welche augenscheinlich keiner Nutzung unterliegen bzw. abgelassen wurden und z. T. stark verlandet sowie von Weidengebüsch und Feuchtbrache umgeben sind. Die im Grünland verlaufenden, meist grabenartig ausgebauten Bachabschnitte sind häufig abgezäunt und werden örtlich von schmalen Hochstaudenfluren begleitet. Ufergehölze sind nur selten vorhanden. Bewaldete Talbereiche (vorwiegend Fichtenforst) weisen naturnahe Bachstrecken auf.
Nach dem Zusammenfluss der beiden nordöstlichen Seitenbäche wird das Tal auf ca. 450 m Länge von Fichtenforsten geprägt. Der grossteils an den östlichen Talrand verlegte Bach ist bedingt naturnah und wird an einer Stelle von einem kleinen Auenwaldrelikt begleitet. In der Schneise einer 10kV-Leitung wachst ein etwa 10 m² grosses Blasen-Seggenried. Die angrenzenden Hänge sind meist bewaldet. Häufig handelt es sich um Fichtenforste, seltener um Eichen- oder Buchenwälder.“

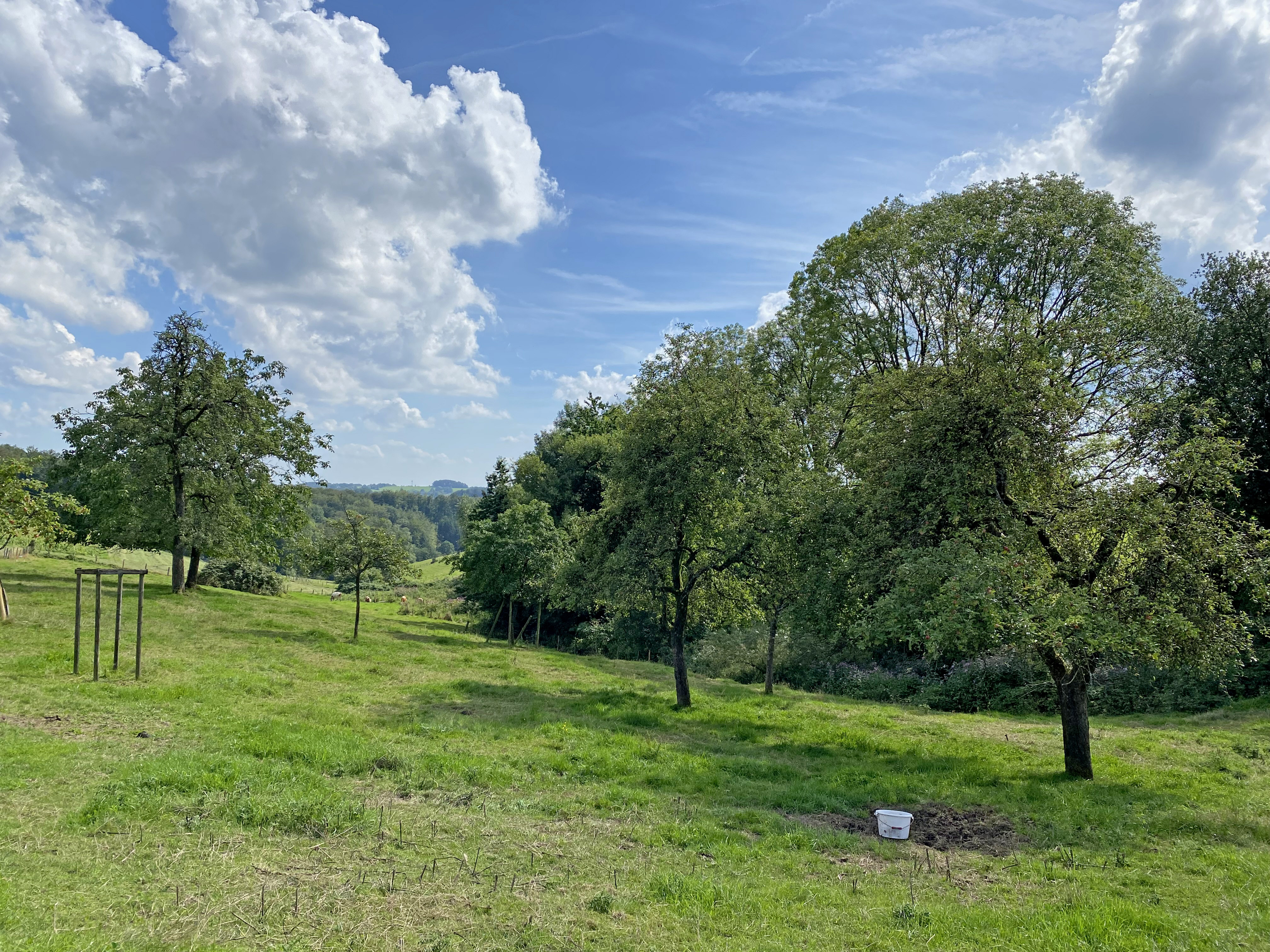
Streuobstwiese Wickesberg – oberster Endpunkt des NSG
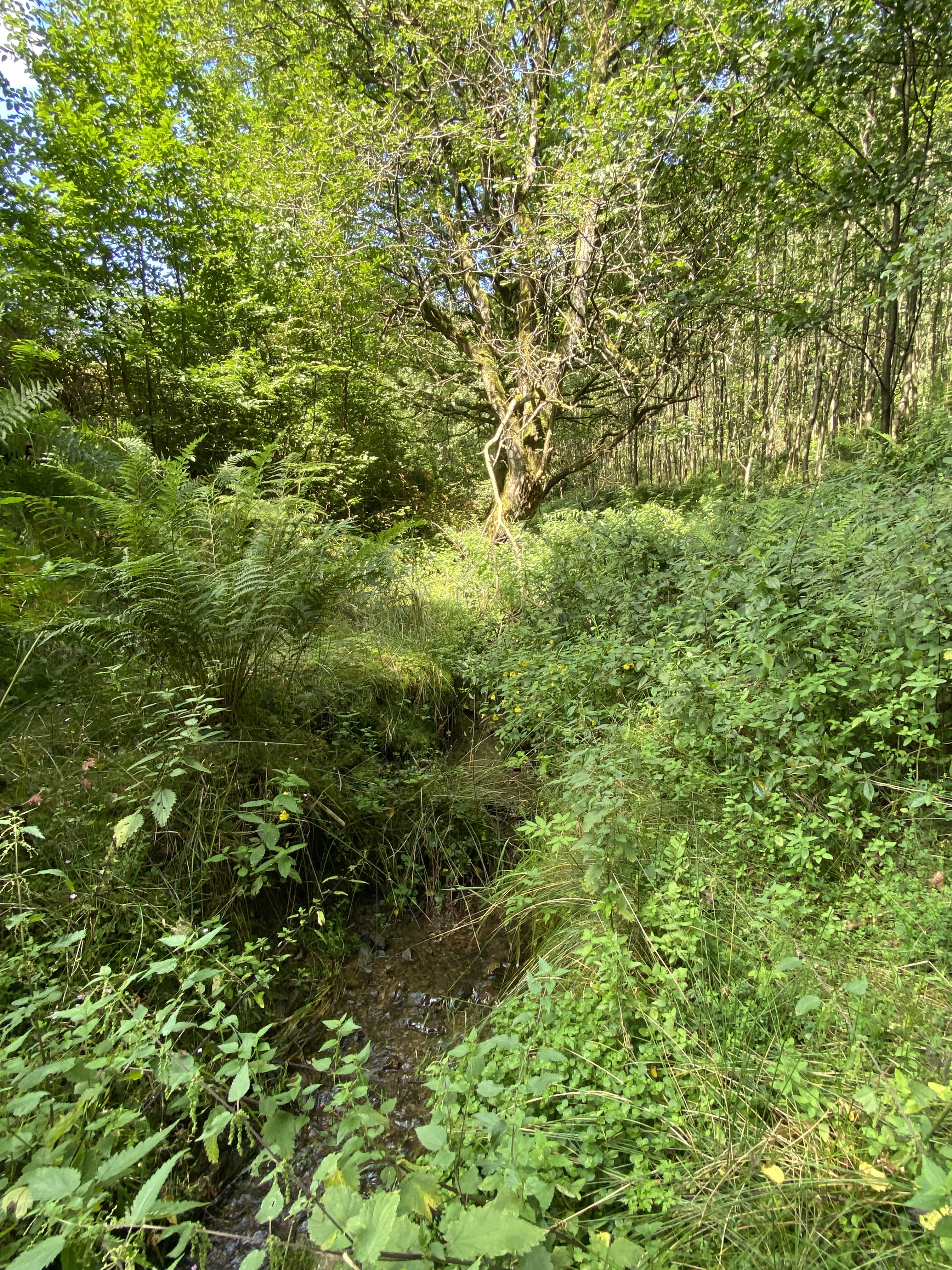
Oberer Wickesberger Bach
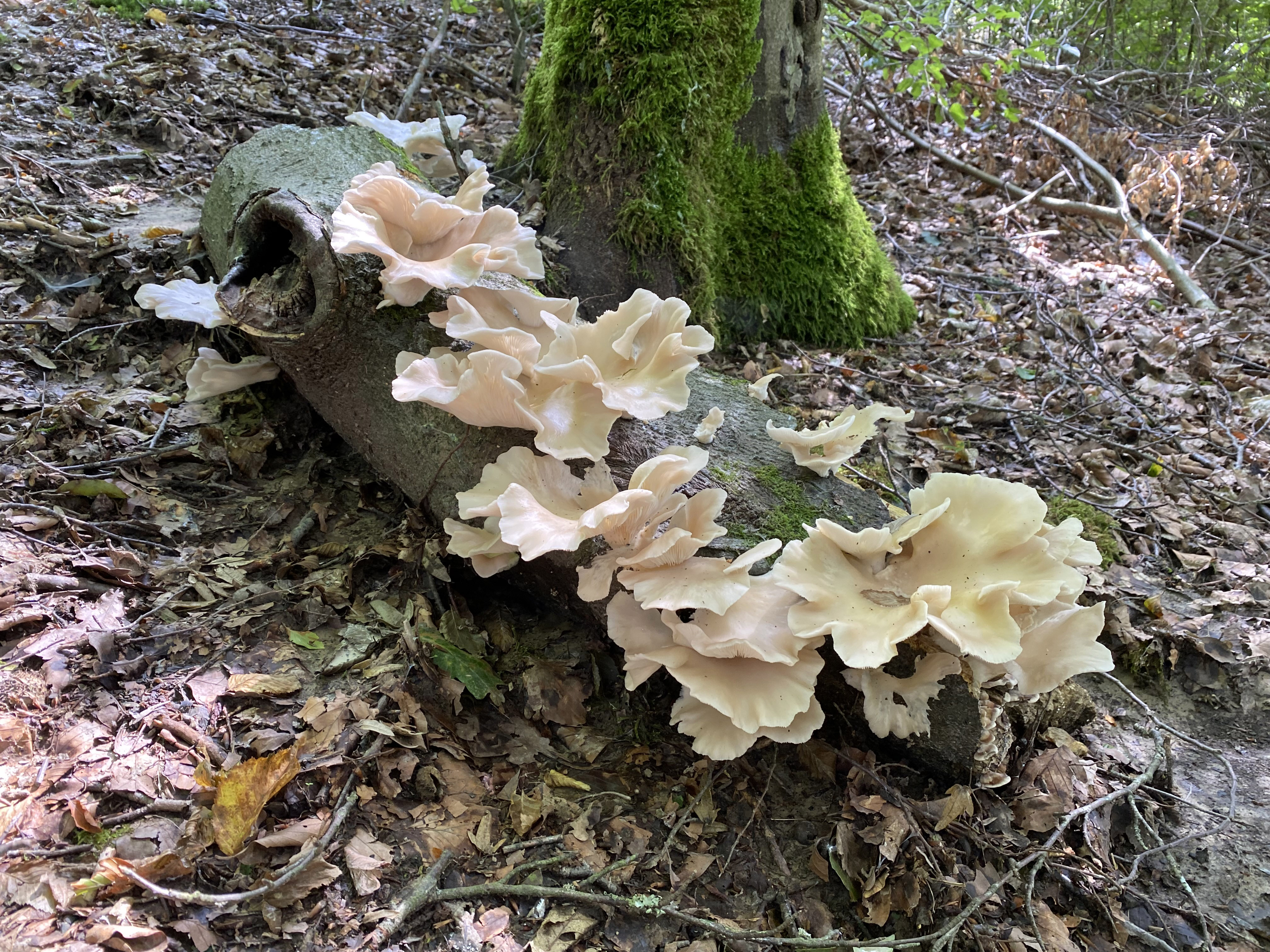
Austernseitlinge im NSG
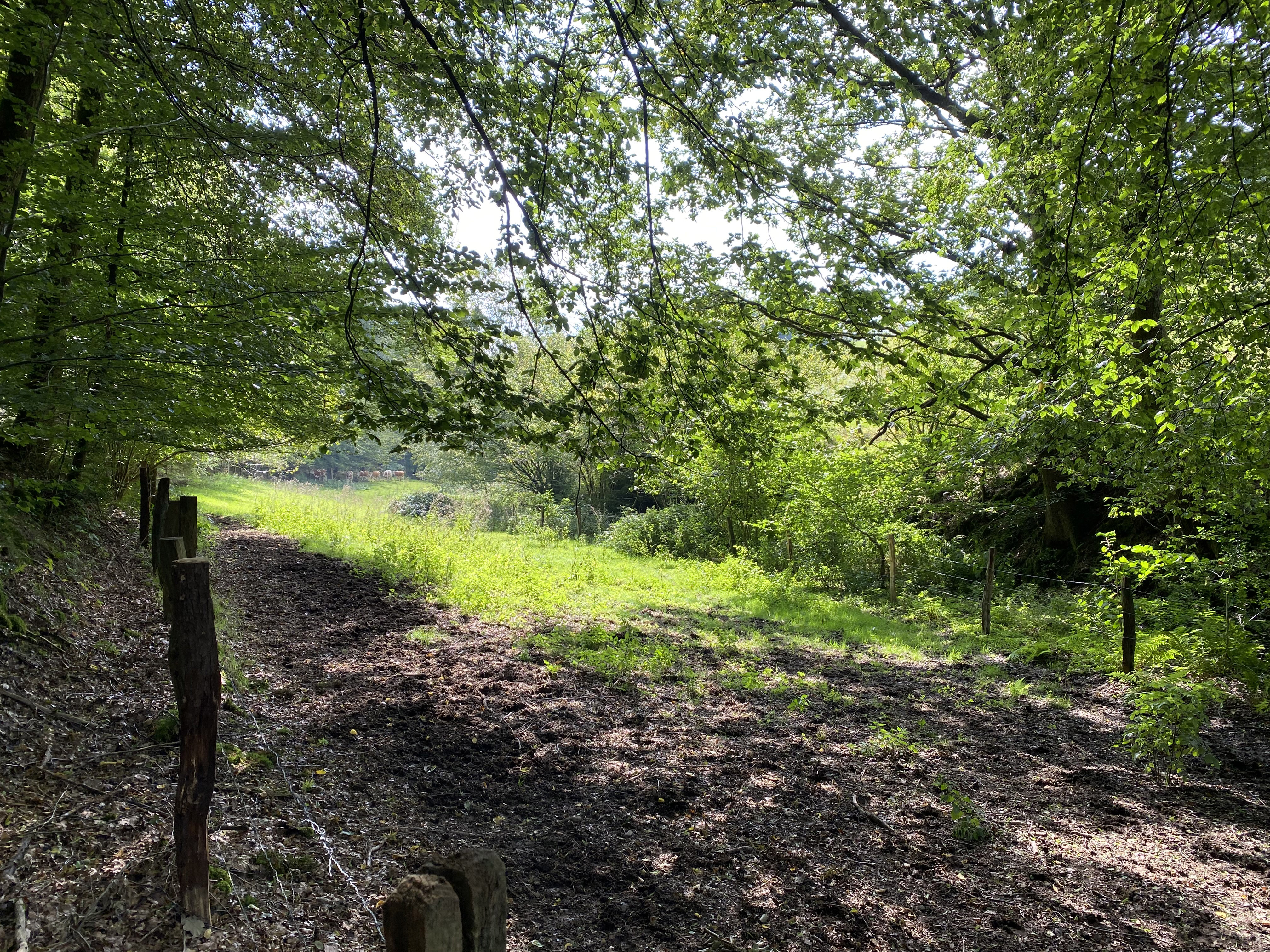
Weide am Wickesberger Bach
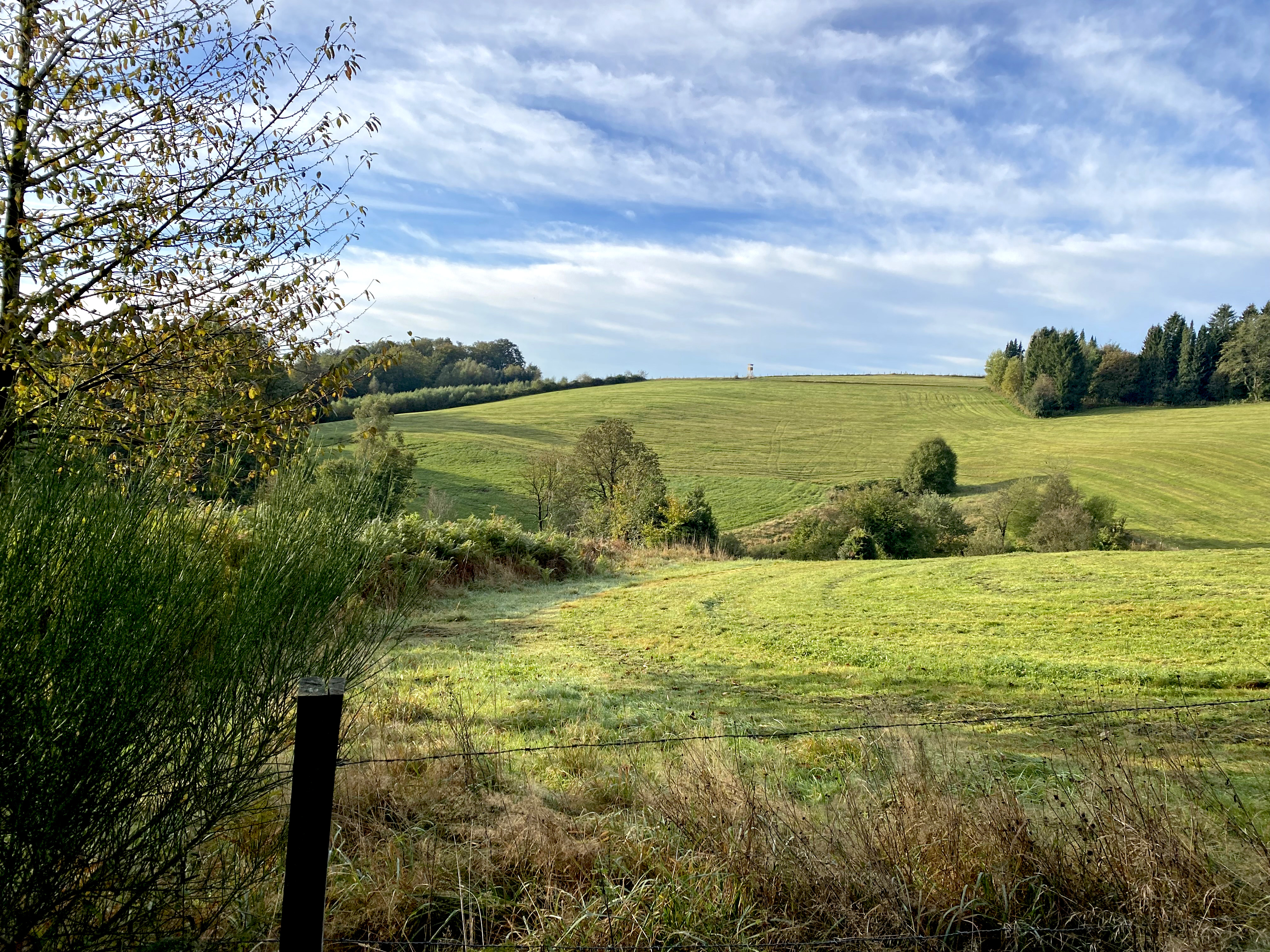
Quellgebiet (Mulde) des Fahnberger Baches
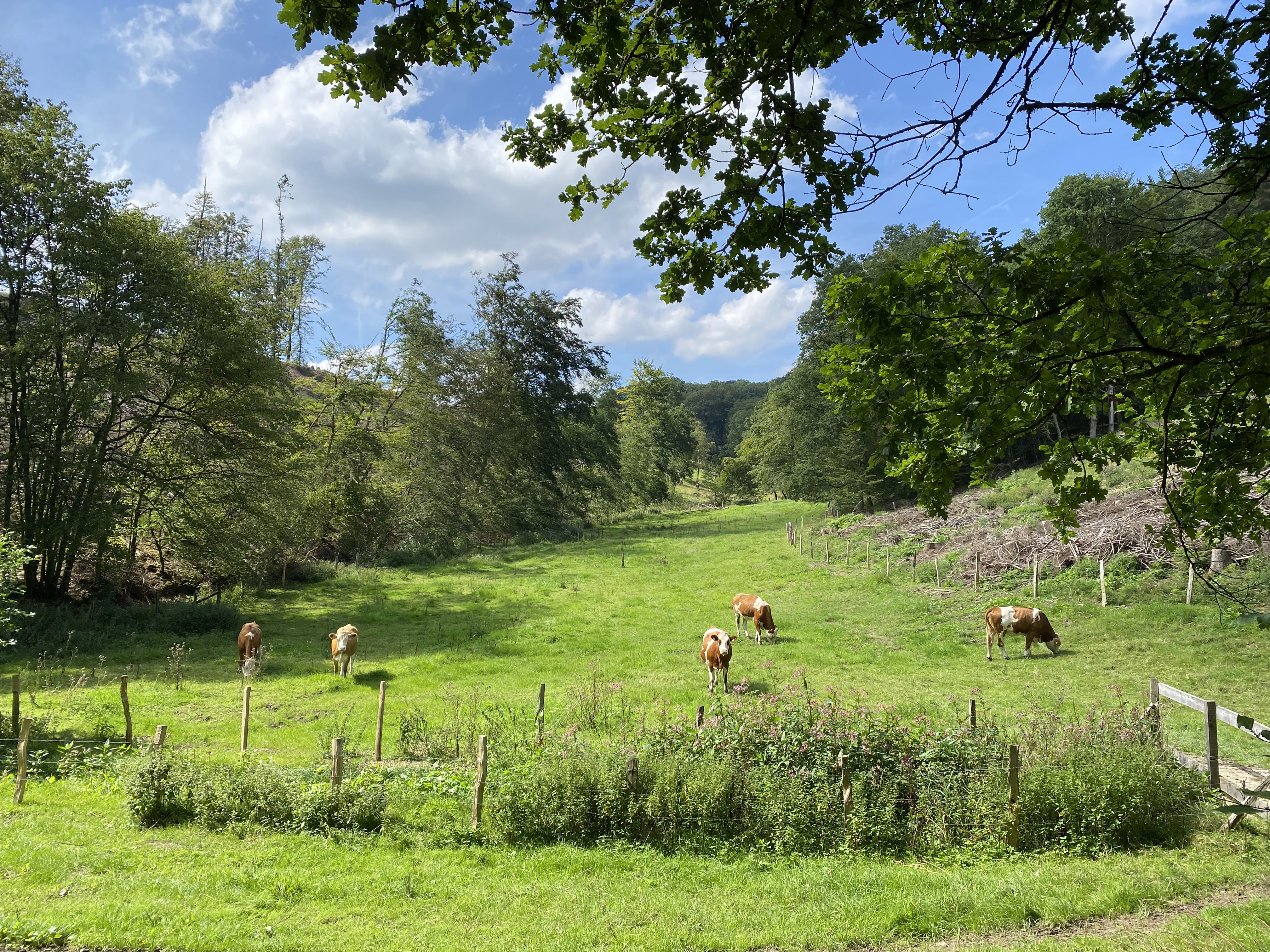
Blick vom Wickesberger Bachtal in das Fahnberger Bachtal
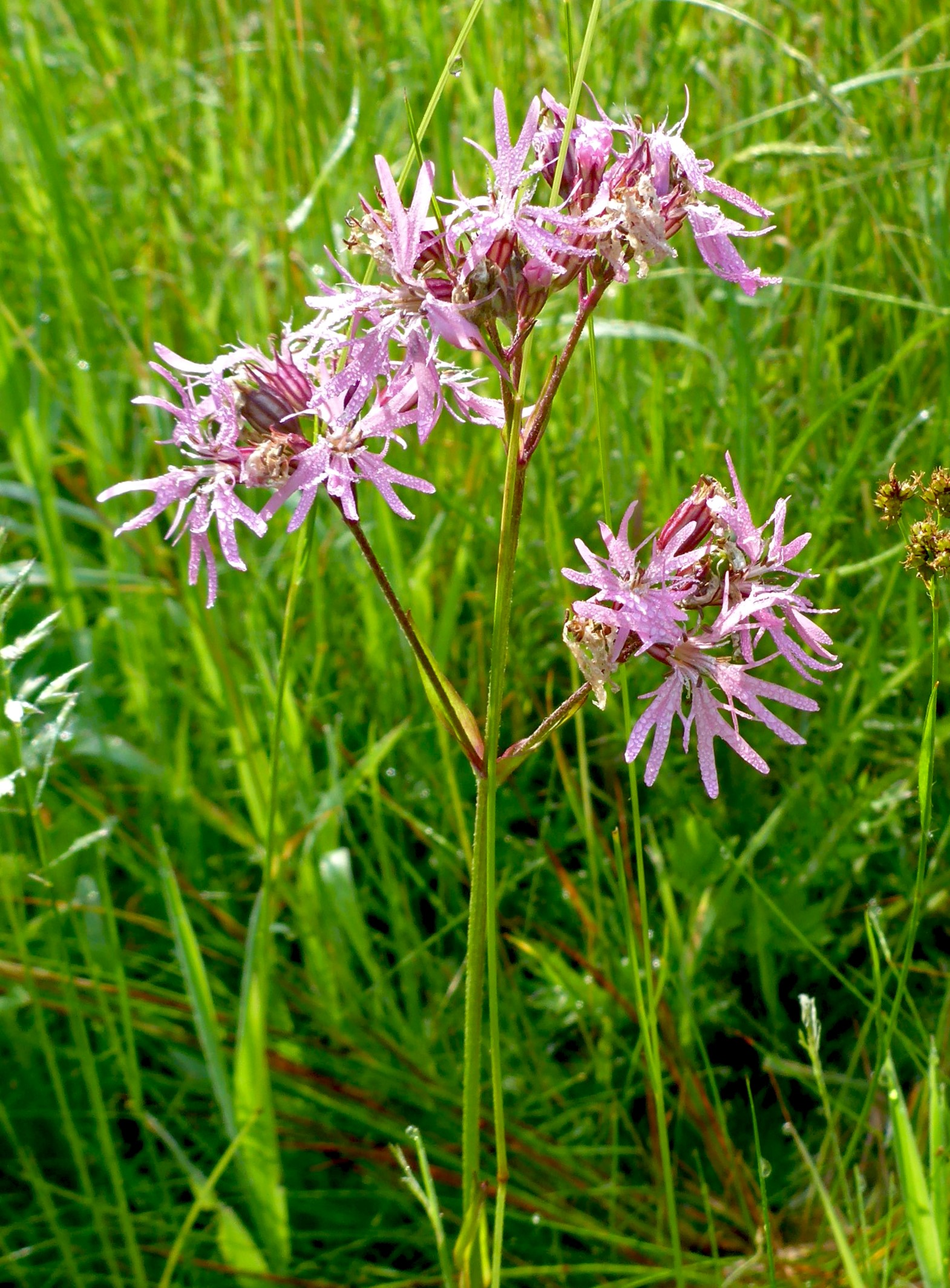
Kuckucks-Lichtnelke
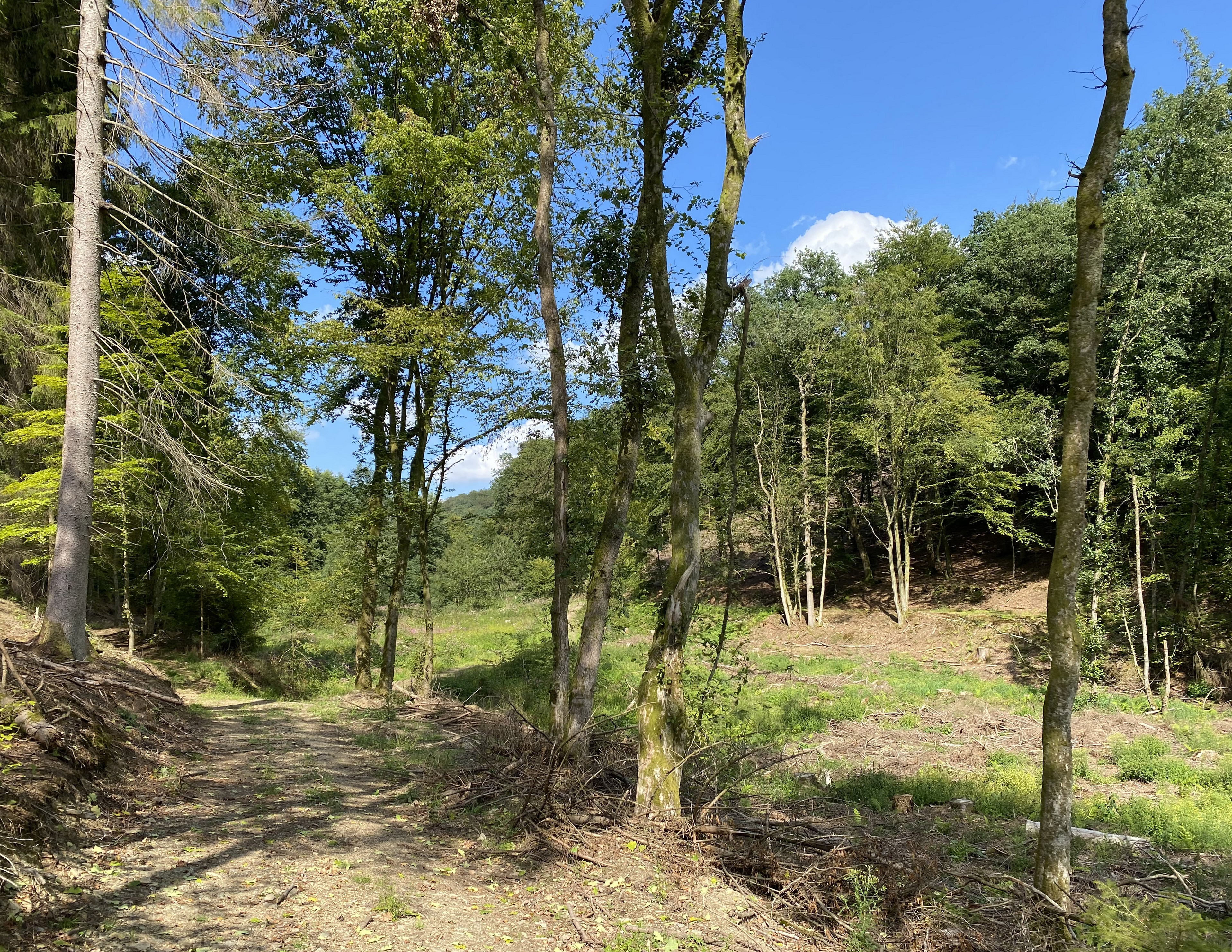
Wickesberger Bachtal
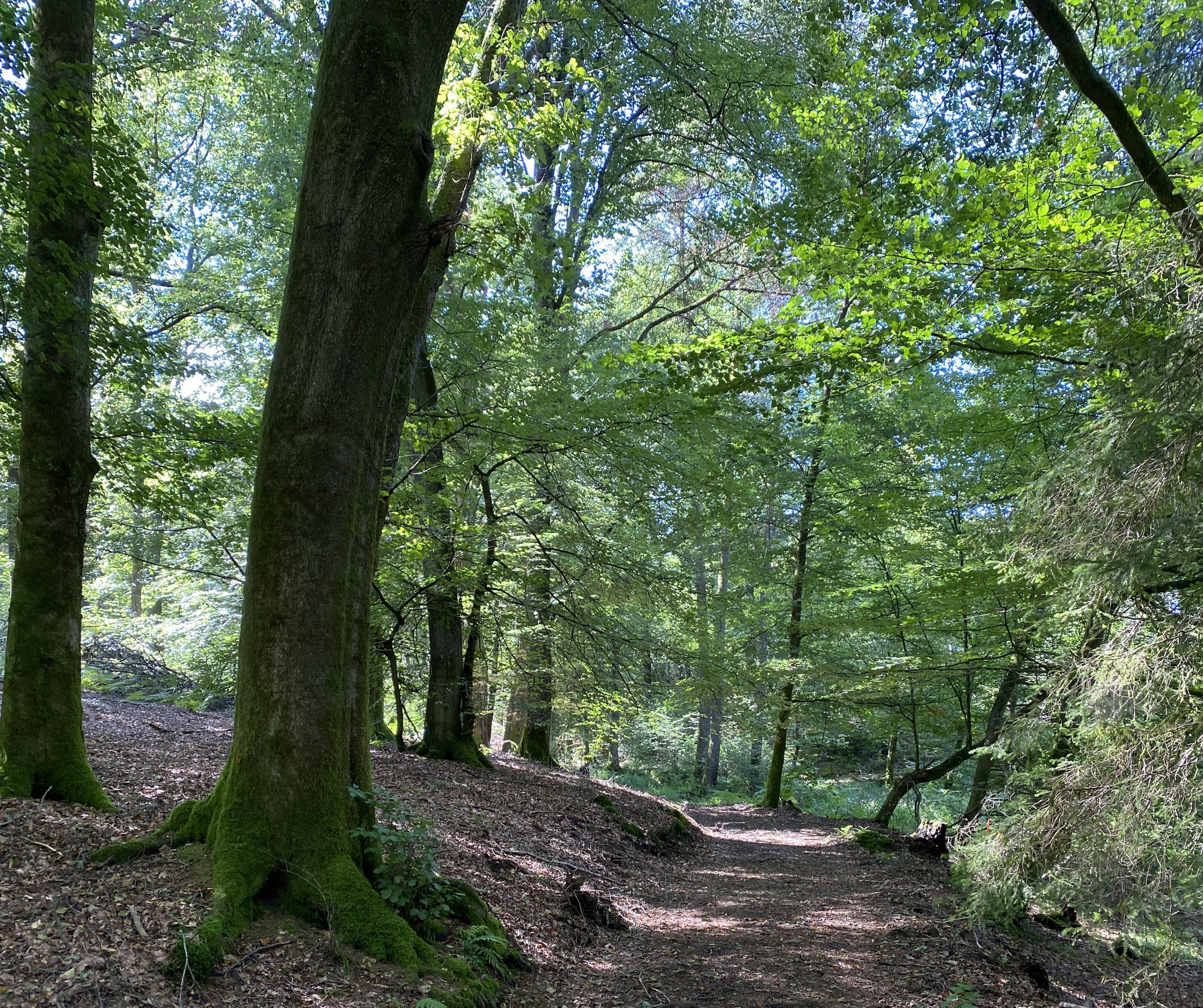
Buchenwald im Winterbachtal
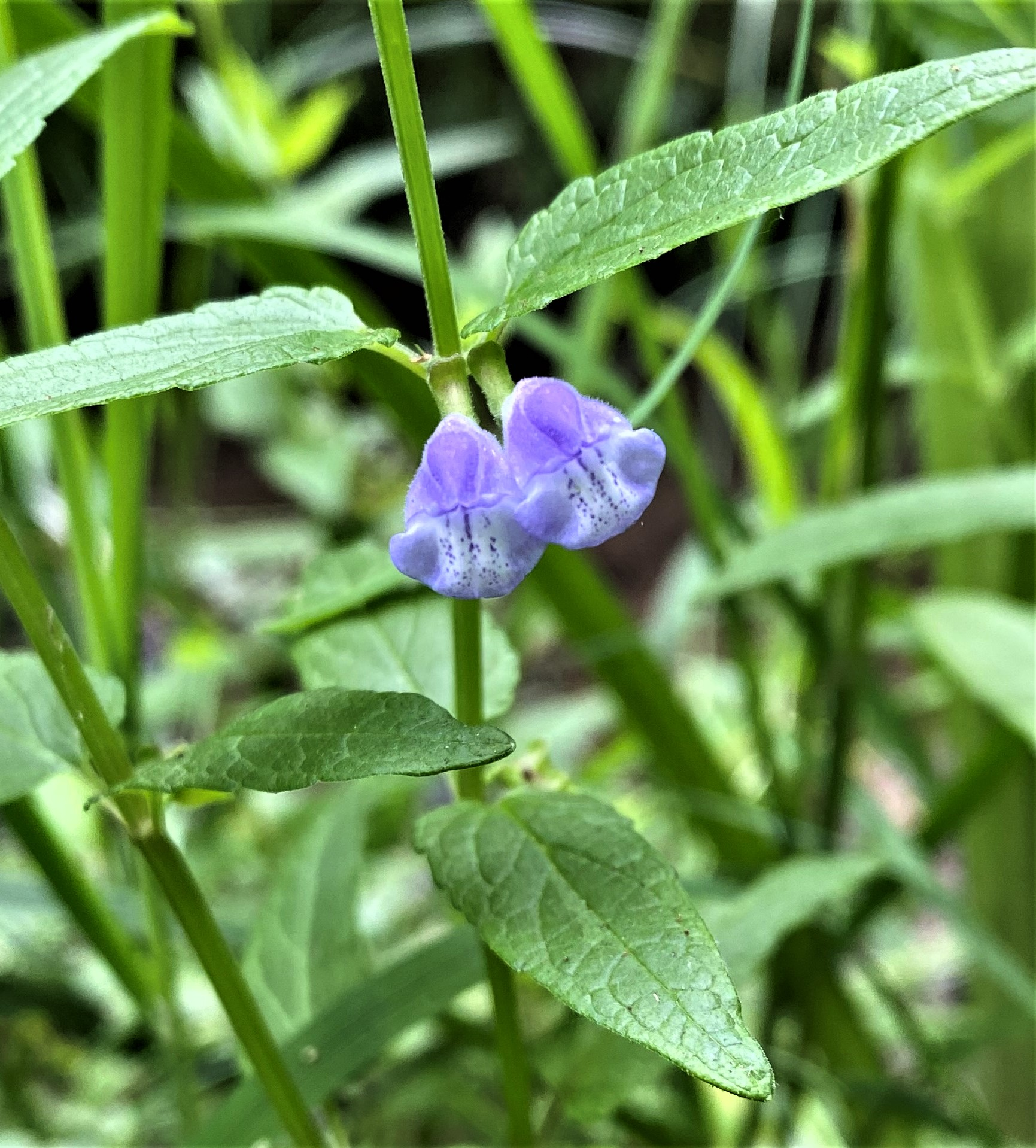
Sumpf-Helmkraut
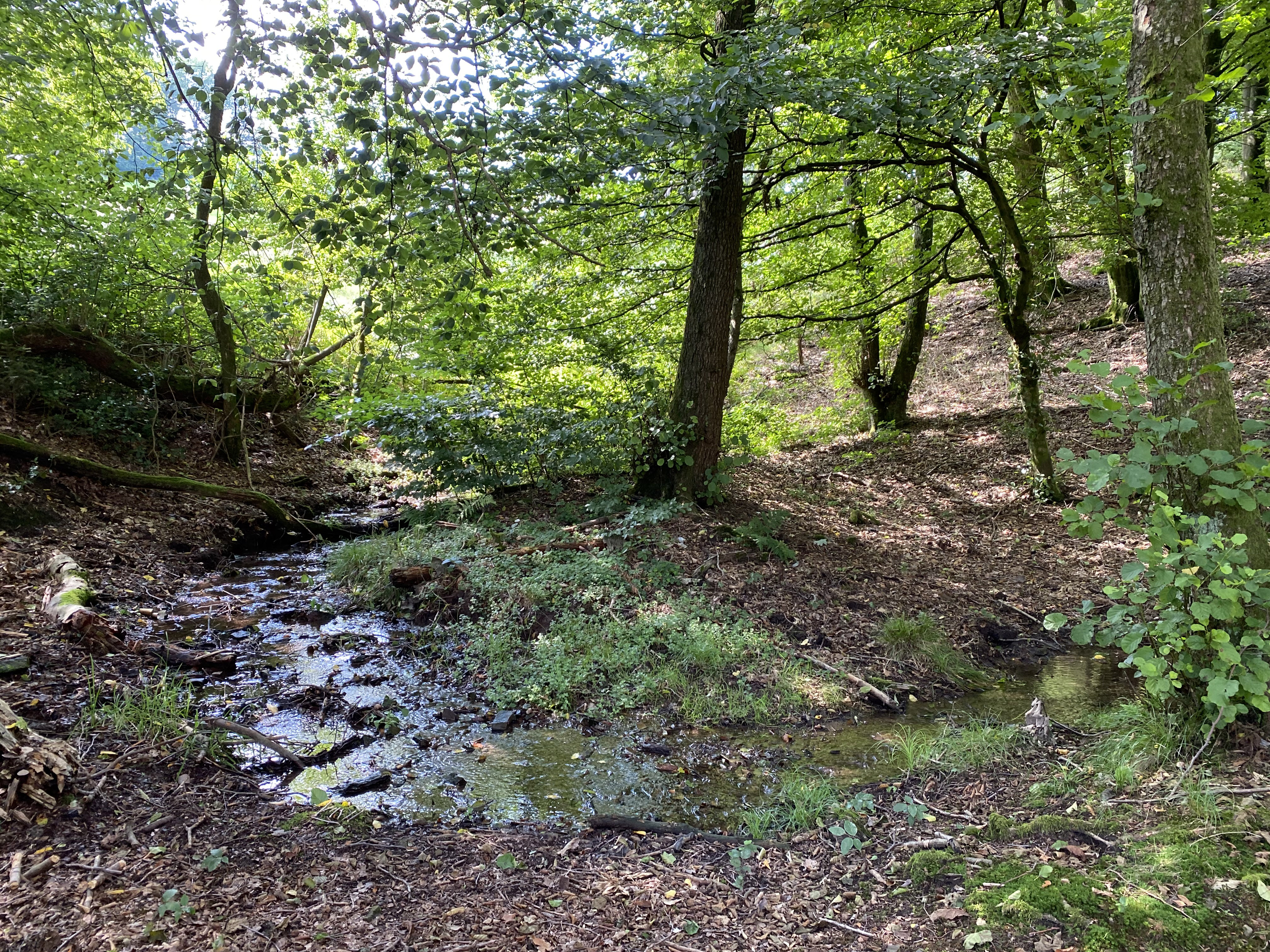
Eissiefen – rechter Nebenbach des Winterbaches
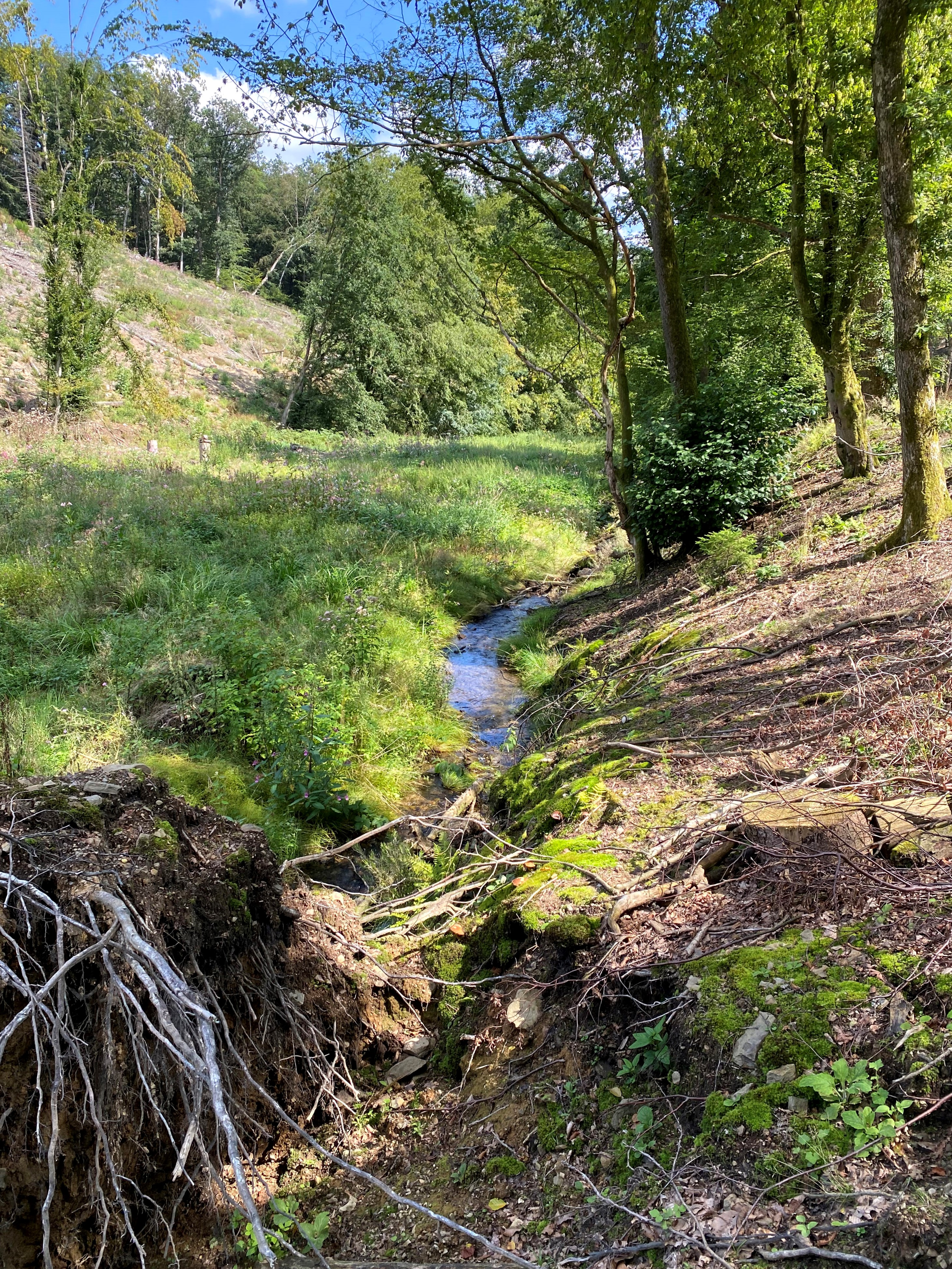
Winterbach
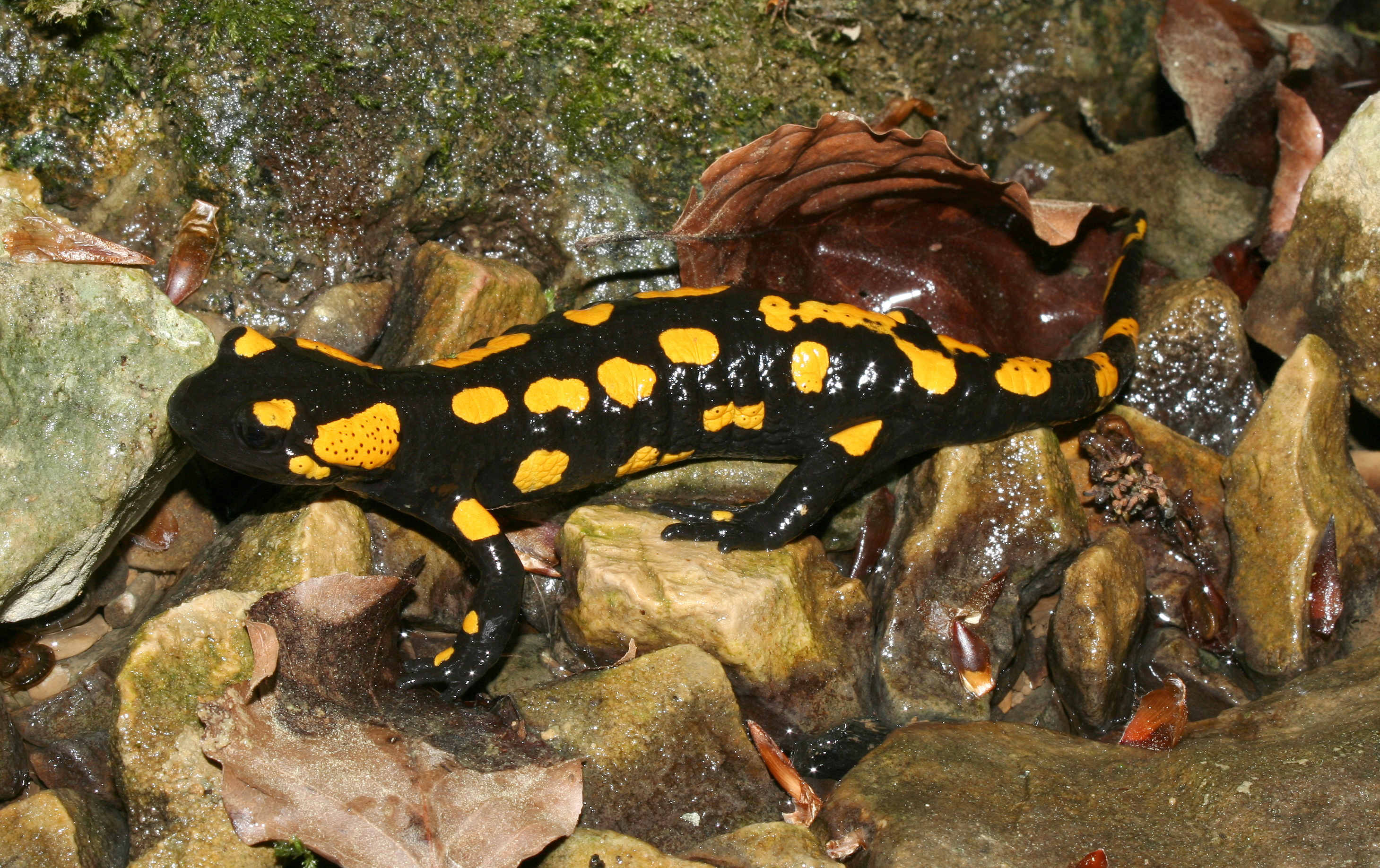
Feuersalamander